# 群馬朝鮮初中級学校

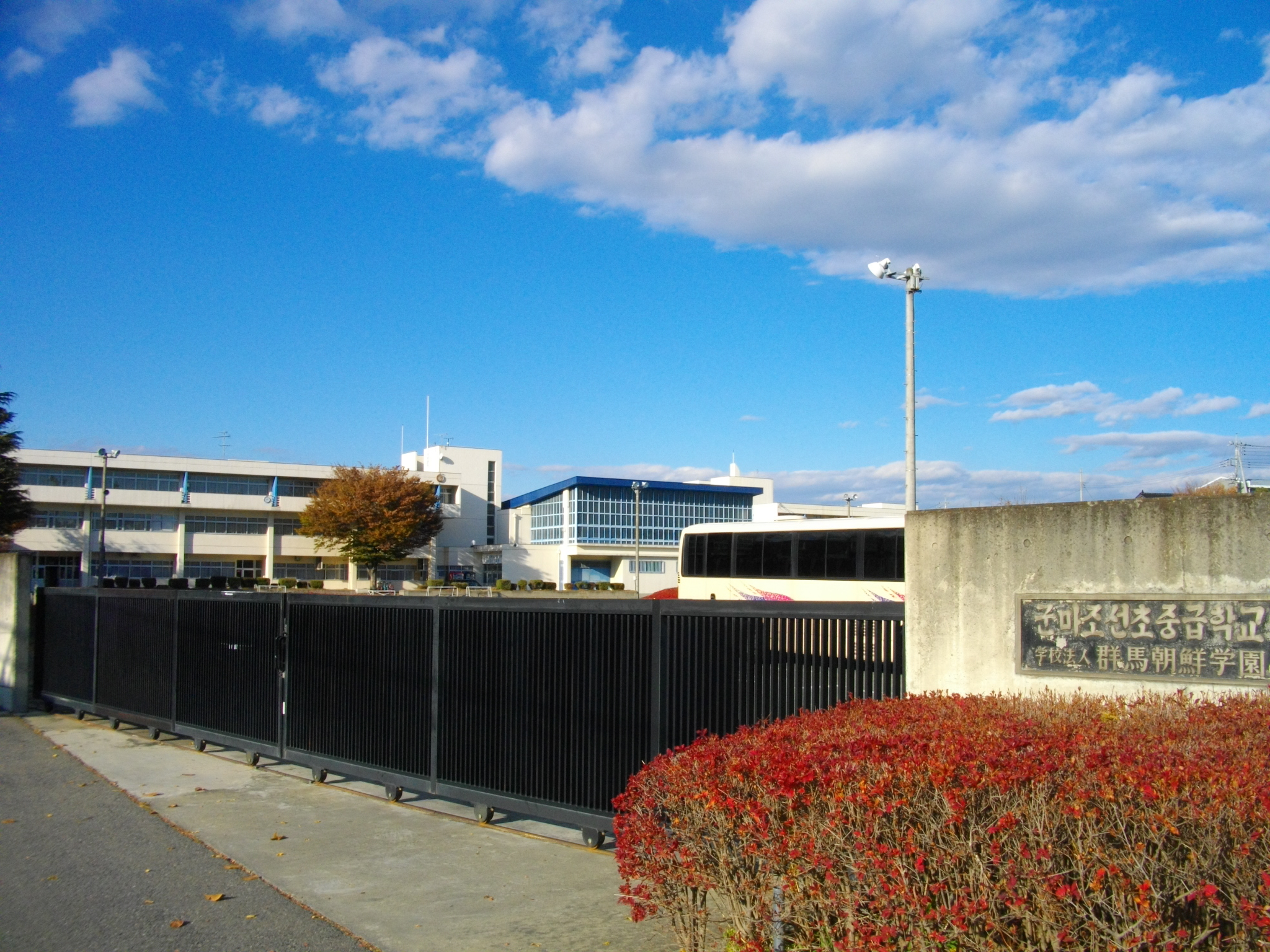
群馬朝鮮初中級学校

群馬朝鮮初中級学校（ぐんまちょうせんしょちゅうきゅうがっこう、군마조선초중급학교）は、学校法人群馬朝鮮学園が運営する群馬県前橋市にある朝鮮学校。
日本の小中学校に相当する教育を行っている各種学校（非一条校）である。

## 沿革
- 1965年：学校法人として認可

## 学科
- 中級部
- 初級部

## 生徒数
平成28年度の時点で41人

## 所在地
- 〒371-0044 群馬県前橋市荒牧町2-2